# Hesseng
Hesseng är en tätort i Sør-Varangers kommun i Finnmark fylke i norra Norge. Tätorten hade 1 691 i invånarantal den 1 januari 2022. 
Heseng är en förort till kommunens centralort Kirkenes och ligger fem kilometer söder om denna. Strax söder om Hesseng ligger Sandnes och Bjørnevatn.
I Hesseng ligger Kirkenes vidaregående skole.
Europaväg 6 mellan Kirkenes och Trelleborg går genom Hesseng. Nordväst om Hesseng leder den omkring 50 meter långa Strømmen bru med ett körfält trafiken över Langfjorden.